# Hugo Merton
Hugo Philip Ralph Merton (* 18. November 1879 in Frankfurt am Main; † 23. März 1940 in Edinburgh) war ein deutscher Zoologe und Forschungsreisender jüdischer Abstammung.

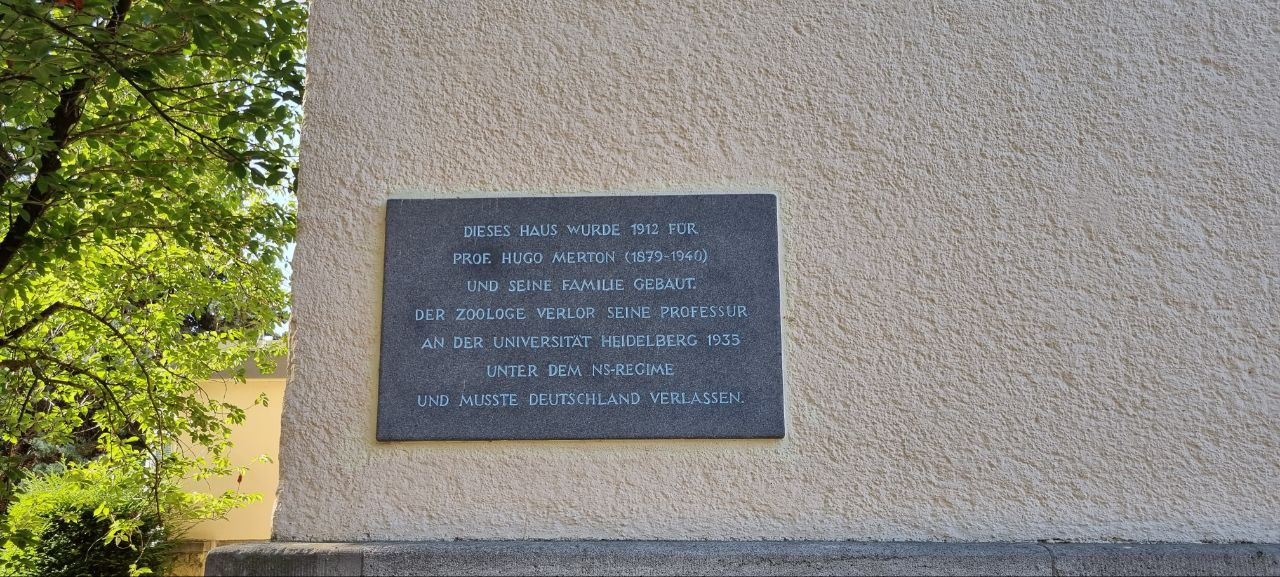
Gedenktafel für Hugo Merton an seinem Wohnhaus in Heidelberg

## Leben
Hugo Merton studierte ab dem Wintersemester 1898/99 in Bonn, Berlin und Heidelberg und erhielt in Heidelberg am 21. Juli 1905 in Heidelberg den Doktor der Naturwissenschaften. Von 1905 bis 1906 forschte er an der Zoologischen Station Neapel, um 1906 als Assistent an das Zoologische Institut in Heidelberg zurückzukehren. Im Auftrag der Senckenbergischen Naturforschenden Gesellschaft unternahm er in den Jahren 1907 und 1908 eine Forschungsreise zu den Molukken, wo er neben zoologischen auch kunstgeschichtlich-archäologische Beobachtungen machte. 1909 wurde er stellvertretender Direktor des Senckenberg Naturmuseum in Frankfurt und heiratete am 20. November Gertrud Pauline Anna Oswalt, mit der er später zwei Söhne hatte. Am 29. Oktober 1913 habilitierte er in Heidelberg. Von 1914 bis 1918 leistete er seinen Kriegsdienst im Ersten Weltkrieg. Vom Badischen Kultusminister wurde er 1920 zum nichtbeamteten außerordentlichen Professor ernannt. Während er erst aufgrund seiner Kriegsteilnahme vor Repressalien verschont wurde, wurde ihm am 31. Dezember 1935 die Lehrbefugnis an der Universität Heidelberg auf der Basis des Reichsbürgergesetzes aufgrund seiner jüdischen Abstammung entzogen. 1937 wurde er von F. A. E. Crew zu einer Gastdozentur am Institute of Animal Genetics nach Edinburgh eingeladen, von wo er allerdings wenig später nach Heidelberg zurückkehrte, da dort seine Konten wegen des Verdachts auf „Reichsflüchtigkeit“ beschlagnahmt worden waren. 1938 wurde er verhaftet und in das Konzentrationslager Dachau deportiert, wo er schwer erkrankte. 1939 gelang ihm und seiner Frau die Ausreise nach Schottland, wo er Mitarbeiter am Institute of Genetics in Edinburgh wurde. Dort starb er am 23. März 1940 wahrscheinlich aufgrund der Spätfolgen der im KZ erlittenen Erkrankung.
Seine Witwe ersuchte 1950 am Landesamt für Wiedergutmachung in Karlsruhe um Entschädigung, wo ihr eine Einmalzahlung über 177,92 DM in Aussicht gestellt wurde. Diese Entscheidung wurde 1956 auf Druck der naturwissenschaftlichen Fakultät und Einspruch des Rektorats der Universität Heidelberg revidiert, so dass Frau Merton in der Folge die gesetzliche Hinterbliebenenversorgung gezahlt wurde.

## Ehrungen
Hugo Merton war Mitglied des Vereins für Geographie und Statistik in Frankfurt am Main. Er bekam das Ritterkreuz mit Schwert vom Orden vom Zähringer Löwen und die Eiserne Plakette der Senckenbergischen Naturforschenden Gesellschaft verliehen. Am Gebäude Philosophenweg 16 in Heidelberg, das 1912 für die Familie Merton gebaut wurde und das heute zum Institut für Theoretische Physik gehört, ist für Hugo Merton eine Gedenkplakette angebracht. Das Gepunktete Blauauge (Pseudomugil gertrudae) wurde von Max Wilhelm Carl Weber zu Ehren seiner Frau benannt.